# 1211 Bressole
1211 Bressole (1931 XA) là một tiểu hành tinh vành đai chính được phát hiện ngày 2 tháng 12 năm 1931 bởi Boyer, L. ở Algiers.